# Ligue des champions de la CAF 1998
Navigation
Édition précédente Édition suivante
La Ligue des champions de la CAF 1998 est la 34e édition de la plus importante compétition africaine de clubs. Le club vainqueur de la compétition est désigné champion d'Afrique des clubs 1998. Il s'agit également de la deuxième édition sous la dénomination Ligue des champions.

## Phase qualificative

### Tour préliminaire
| Équipe 1            | Résultat | Équipe 2                       | Aller | Retour |
| ------------------- | -------- | ------------------------------ | ----- | ------ |
| Saint-Michel United | 2 - 8    | Coffee FC                      | 1 - 0 | 1 - 8  |
| Rayon Sports FC     | -        | Maniema FC forfait             | 6 - 1 | -      |
| Telecom Wanderers   | 4 - 1    | Botswana Defence Force XI      | 3 - 0 | 1 - 1  |
| Mbabane Swallows    | 1 - 6    | Lesotho Defence Force FC       | 1 - 4 | 0 - 2  |
| Mdlaw Megbi         | 0 - 2    | Utalii                         | 0 - 1 | 0 - 1  |
| SS Saint-Louisienne | 1 - 3    | Sunrise Flacq United           | 1 - 2 | 0 - 1  |
| Deportivo Mongomo   | -        | Munisport Pointe-Noire forfait | -     | -      |
| Wallidan FC         | 0 - 2    | AS Douanes                     | 0 - 0 | 0 - 2  |
| Mogas 90 FC         | -        | East End Lions FC forfait      | -     | -      |
| Tourbillon FC       | -        | AS Tempête Mocaf forfait       | -     | -      |

### Premier tour
| Équipe 1                 | Résultat | Équipe 2          | Aller | Retour |
| ------------------------ | -------- | ----------------- | ----- | ------ |
| Coffee FC                | 3 - 3E   | Al Ahly SC        | 1 - 1 | 2 - 2  |
| Rayon Sports FC          | 3 - 3E   | Young Africans FC | 2 - 2 | 1 - 1  |
| Telecom Wanderers        | 2 - 4    | Dynamos FC        | 1 - 2 | 1 - 2  |
| Sunrise Flacq United     | 0 - 4    | CF Maputo         | 0 - 4 | 0 - 0  |
| Kampala City Council     | 1 - 3    | Power Dynamos FC  | 0 - 1 | 1 - 2  |
| Lesotho Defence Force FC | 4 - 5    | Manning Rangers   | 3 - 3 | 1 - 2  |
| Utalii                   | 4 - 3    | Al Merreikh       | 4 - 0 | 0 - 3  |
| CI Kamsar                | 3 - 5    | ES Sahel          | 1 - 2 | 2 - 3  |
| Deportivo Mongomo        | 3 - 13   | Petro Atlético    | 1 - 4 | 2 - 9  |
| Eagle Cement             | 4 - 3    | AS Vita Club      | 4 - 1 | 0 - 2  |
| RC Bobo-Dioulasso        | 2 - 4    | ASEC Mimosas      | 1 - 0 | 1 - 4  |
| Dynamic Lomé             | 5 - 9    | FC 105 Libreville | 3 - 3 | 2 - 6  |
| AS Douanes               | 2 - 1    | CS Constantine    | 2 - 1 | 0 - 0  |
| Mogas 90 FC              | 1 - 6    | Raja CA           | 0 - 0 | 1 - 6  |
| Tourbillon FC            | 1 - 4    | Coton Sport FC    | 0 - 0 | 1 - 4  |
| Djoliba AC               | 0 - 1    | Hearts of Oak SC  | 0 - 0 | 0 - 1  |

### Deuxième tour
| Équipe 1         | Résultat | Équipe 2          | Aller | Retour | Tab   |
| ---------------- | -------- | ----------------- | ----- | ------ | ----- |
| Coffee FC        | 3 - 8    | Young Africans FC | 2 - 2 | 1 - 6  | -     |
| Dynamos FC       | 2 - 1    | CF Maputo         | 1 - 1 | 1 - 0  | -     |
| Power Dynamos FC | 0 - 4    | Manning Rangers   | 0 - 2 | 0 - 2  | -     |
| Utalii           | 1 - 1    | ES Sahel          | 1 - 0 | 0 - 1  | 2 - 4 |
| Petro Atlético   | 0 - 3    | Eagle Cement      | 0 - 1 | 0 - 2  | -     |
| ASEC Mimosas     | 4 - 2    | FC 105 Libreville | 2 - 0 | 2 - 2  | -     |
| AS Douanes       | 2 - 3    | Raja CA           | 2 - 1 | 0 - 2  | -     |
| Coton Sport FC   | 2 - 2E   | Hearts of Oak SC  | 2 - 1 | 0 - 1  | -     |

## Phase de groupes

### Groupe A
| Rang | Équipe           | Pts | J | G | N | P | Bp | Bc | Diff |  | Résultats (▼ dom., ► ext.) |     |     |     |     |
| ---- | ---------------- | --- | - | - | - | - | -- | -- | ---- |  | -------------------------- | --- | --- | --- | --- |
| 1    | Dynamos FC       | 10  | 6 | 3 | 1 | 2 | 6  | 3  | +3   |  | Dynamos FC                 |     | 0-1 | 1-0 | 3-0 |
| 2    | Hearts of Oak SC | 10  | 6 | 3 | 1 | 2 | 7  | 6  | +1   |  | Hearts of Oak SC           | 1-1 |     | 3-2 | 1-0 |
| 3    | ES Sahel         | 9   | 6 | 3 | 0 | 3 | 11 | 7  | +4   |  | ES Sahel                   | 1-0 | 2-1 |     | 5-0 |
| 4    | Eagle Cement     | 6   | 6 | 2 | 0 | 4 | 3  | 11 | -8   |  | Eagle Cement               | 0-1 | 1-0 | 2-1 |     |

### Groupe B
| Rang | Équipe            | Pts | J | G | N | P | Bp | Bc | Diff |  | Résultats (▼ dom., ► ext.) |     |     |     |     |
| ---- | ----------------- | --- | - | - | - | - | -- | -- | ---- |  | -------------------------- | --- | --- | --- | --- |
| 1    | ASEC Mimosas      | 13  | 6 | 4 | 1 | 1 | 10 | 4  | +6   |  | ASEC Mimosas               |     | 3-1 | 1-1 | 2-1 |
| 2    | Manning Rangers   | 10  | 6 | 3 | 1 | 2 | 9  | 6  | +3   |  | Manning Rangers            | 1-0 |     | 1-0 | 4-0 |
| 3    | Raja CA           | 8   | 6 | 2 | 2 | 2 | 12 | 7  | +5   |  | Raja CA                    | 0-1 | 2-1 |     | 6-0 |
| 4    | Young Africans FC | 2   | 6 | 0 | 2 | 4 | 5  | 19 | -14  |  | Young Africans FC          | 0-3 | 1-1 | 3-3 |     |

## Finale
| Aller            | Dynamos FC | 0 - 0 | ASEC Mimosas | National Sports Stadium, Harare             |                                             |
| 28 novembre 1998 |            |       |              | Spectateurs : 45 000 Arbitrage : Karim Daho | Spectateurs : 45 000 Arbitrage : Karim Daho |
| 28 novembre 1998 | Rapport    |       |              | Spectateurs : 45 000 Arbitrage : Karim Daho | Spectateurs : 45 000 Arbitrage : Karim Daho |

| Retour           | ASEC Mimosas                        | 4 - 2 | Dynamos FC                 | Stade Félix-Houphouët-Boigny, Abidjan         |                                               |
| 12 décembre 1998 | Camara 30e 38e · Sié 43e · Zaki 52e |       | 60e Soma Phiri · 81e Owusu | Spectateurs : 50 000 Arbitrage : Mourad Daami | Spectateurs : 50 000 Arbitrage : Mourad Daami |
| 12 décembre 1998 | Rapport                             |       |                            | Spectateurs : 50 000 Arbitrage : Mourad Daami | Spectateurs : 50 000 Arbitrage : Mourad Daami |

## Vainqueur
| Ligue des champions de la CAF Vainqueur 1998 |
| -------------------------------------------- |
| ASEC Mimosas Premier titre                   |